# Serge Dellamore
Serge Dellamore est un footballeur né le 6 juillet 1950 à Briey (Meurthe-et-Moselle). 
Cet attaquant (ailier gauche) évolue notamment à Sedan et à Nîmes au cours de sa carrière professionnelle.
Au total, il participe à 245 matchs en Division 1 et 42 matchs en Division 2, sans oublier 2 matchs en Coupe de l'UEFA.

## Carrière de joueur
- avant 1966 : FC Bouligny
- 1966-1973 : CS Sedan-Ardennes
- 1973-1974 : Paris FC
- 1974-1978 : Nîmes Olympique
- 1979-1980 : Olympique avignonais[1]

Il avait une redoutable habileté pour tirer les corners rentrants.

## Palmarès
- International junior en 1968 et espoir en 1969
- Vice-champion d'Europe (match France-Tchécoslovaquie en mai 1968)
- Champion de France de Division 2 en 1972 (avec le CS Sedan-Ardennes)